# کانال‌های برنامه‌های تلویزیونی یس
کانال‌های برنامه‌های تلویزیونی یس (به انگلیسی: Yes TV Shows Channels) که توسط گروه ارائه دهنده تلویزیون ماهواره‌ای اسرائیلی یس (سابقاً یس استار) اداره می‌شود، یک گروه از کانال‌های تلویزیونی اسرائیلی است که برنامه‌های تلویزیونی آمریکایی، انگلیسی و اسرائیلی را پخش می‌کند. از ۵ آوریل ۲۰۱۶ آغاز به‌کار کرده و از چهار کانال تشکیل شده‌است.
- یس دراما - نمایش‌های درام، سبک زندگی و واقعیت‌ها پخش می‌شود. پخش در پخش با کیفیت بالا در yes drama HF پخش می‌شود.
- یس اکشن - نمایش عملکردهای هوایی. پخش با کیفیت بالا در Action HD است.
- یس اوه - برنامه‌های شبکه HBO و سایر برنامه‌ها از بقیه کانال‌های کابلی Premiem آمریکا در شب‌های هفته پخش می‌شود.[۱]
- یس کمدی - سایتهای سینمایی، نمایش‌های کمدی و درام را پخش می‌کند.[۲]